# Blas de Lezo
Don Blas de Lezo y Olavarrieta (3. února 1689 – 7. září 1741) byl španělský šlechtic a admirál, jeden z největších námořních vojevůdců historie. Na jaře 1741 jakožto vojenský velitel Cartageny de Indias přinutil k ústupu desetkrát silnější britské invazní síly, čímž zajistil přežití španělského koloniálního impéria v Jižní a Střední Americe.
Jeho četná zranění, která ho postupně připravila o ruku, nohu i oko, mu u jeho podřízených vynesla přezdívky „Protéza“ a „Půlčlověk“.

## Pocty

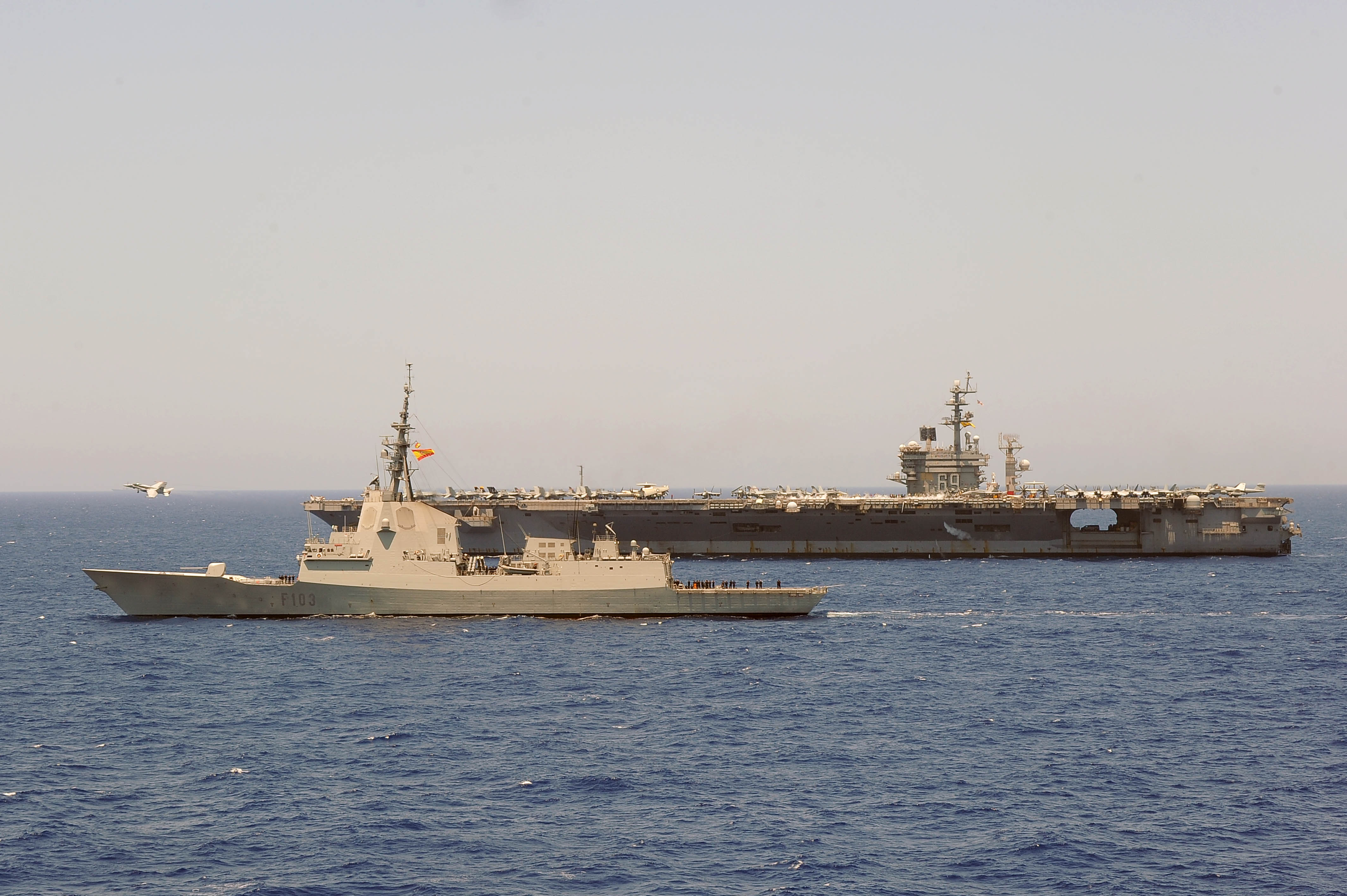
Fregata Blas de Lezo (F103)

Bylo po něm pojmenováno vícero španělských lodí. V současné době nosí jeho jméno fregata F103 třídy Álvaro de Bazán, z dřívějších lodí stojí za připomínku především první křížník třídy Blas de Lezo spuštěný na vodu v roce 1923 (potopil se po nárazu na útes v roce 1932).